# Земледелие в Башкортостане
Земледелие в Башкортостане — отрасль сельского хозяйства в своём хронологическом и агрокультурном развитии, что является традиционным занятием для башкир и других народов Республики Башкортостан — субъекта Российской Федерации.

## Предпосылки и зарождение земледелия
Особенности климата (континентальность) и природно-экологических условий (в основном степные и горные ландшафты, частично тайга) способствовали тому, что на этой территории издавна велось кочевое хозяйство. Однако за длительный период геологического развития в Приуралье сформировался мощный пласт чернозёма и других типов почв, что были пригодны для сельскохозяйственного использования.
На Южном Урале земледелие известно с эпохи бронзы. Населения Приуралья было знакомо с мотыжным земледелием. Об этом свидетельствуют обнаруженные на поселениях Баланбаш, Тюбяк, в Еленовском археологическом микрорайонебронзовые серпы, каменные зернотёрки, мотыги, ступы. Под посевы использовались плодородные поймы, выращивались пшеница, просо, ячмень. В раннем железном веке получает развитие и пашенное земледелие.
Примитивные формы подсечно-огневого и перелогового земледелия, основанного на использовании естественного плодородия почвы, были известны в лесных и лесостепных районах на северо-западе Башкортостана.
Основными орудиями обработки почвы были железные мотыги и плуги, зерна — каменные зернотёрки и жернова. Выращивались пшеница, конопля, рожь, овёс, просо, ячмень. На Имендяшевском городище, Новотурбаслинских посёлках обнаружены хозяйственные ямы для хранения зерна. Бронзовые лемеши, мотыги, плужные резцы, серпы, косы были найдены также в составе кладов.
Земледелие у башкир — одно из занятий в системе традиционного хозяйства. Наиболее ранними системами земледелия были заложная, переложная и подсечно-огневая.

## XVIII—XIX века
Занятие земледелием у башкир, живших неподалёку Казанской дороги засвидетельствованы ещё в начале XVIII века. Известно, что западные башкиры сеяли рожь и фактически обеспечивали продовольствием крепость Уфу. Раннем перехода к оседлому образу жизни и земледелия, способствовало соседство с народами, которые издавна практиковали земледелие (казанские татары, марийцы, русские и др.).
О развитии земледелия у местного населения свидетельствует и распространение мельниц в то время. Часть мельниц строилась башкирами-земледельцами. Башкирские феодалы на своих полях выращивали рожь, яровые культуры, коноплю, лен и даже овощи. Уже в середине XVIII века. в Западной Башкирии начинают практиковать трипольную систему земледелия.
О высоком уровне развитии хозяйства в 1745 году докладывал губернатор этого края Неплюев. Как он утверждал, жители Казанской дороги усердно занимаются земледельческим трудом и заготавливают сено для скота и на середину века стали производить продукции на уровне, достаточном не только для собственного потребления, но и для продажи.
Развитие земледелия вызвало появление избыточного продукта, как следствие — с башкирской общины начинает появляться часть богатых землевладельцев, которые начинают эксплуатировать труд своих соплеменников.
Некоторые оседлые башкиры начинают переселяться из своих аулов на более урожайные земли.
Структура земледельческого населения начинает существенно меняться в XIX ст., когда здесь увеличивается количество переселенцев, как правило, не башкир.
Со второй половины XIX века. начинается активная покупка земли у местного населения.
Юго-восточная часть Башкортостана, где местное население почти не занималось земледелием, привлекало сюда многочисленных переселенцев из разных мест Российской империи. Стоимость земли здесь была чрезвычайно дешёвой, а земля — плодородной. После отмены крепостного права переселенцы стали наиболее активными носителями новых принципов хозяйствования, украинцы, белорусы, немцы, латыши и др. несли с собой передовые аграрные технологии, опыт товарно-денежных отношений. Результатом этих изменений стало быстрое увеличение посевных площадей.
По темпам прироста посевов Южный Урал (Уфимськая и Оренбургская губернии) отставали лишь от степной Украины. Особенно быстро росла распаханность земли со второй половины 1880-х годов, когда была проведена железнодорожная магистраль.
Товарные посевы пшеницы и овса (для горных заводов, где было занято большое поголовье рабочих лошадей) уже играли главную роль.
Развитие сельского хозяйства происходило почти исключительно на экстенсивной основе — за счёт распашки плодородных земель. В крае было распространено бессистемное полеводство. Триполье прочно укоренилось лишь на западе губернии. Удобрения пашни даже среди российского населения встречалось не везде, а у башкир оно вообще было редким явлением. Крестьянство было убеждено, что поднятый чернозёмный грунт не требует удобрений. Следствием экстенсивного земледелия была полная зависимость от жёстких природных условий, частые недороды, засухи.
В пореформенной Башкирии можно выделить три типа хозяйствования — хозяйство северо-западных башкир уже мало чем отличалось от татарского или русского. В центральной части засевались небольшие площади, иногда населения вообще не занималось земледелием. На юге вследствие, продажи поселенцам части своих земель, в местных башкир уже не было достаточно территорий для сезонного кочевания. Масштабы кочевания уменьшаются, пока на конец XIX века. полукочевое скотоводство сводится в регионе нет.
Как и новоприбывшие, южные башкиры начинают заниматься выращиванием зерновых, в частности и «русского» хлеба — пшеницы. На рубеже веков, в хозяйствах зажиточных крестьян начинают использовать первые сельскохозяйственные машины и оборудование.

## Хозяйственное районирование башкирских земель (начало XX века)

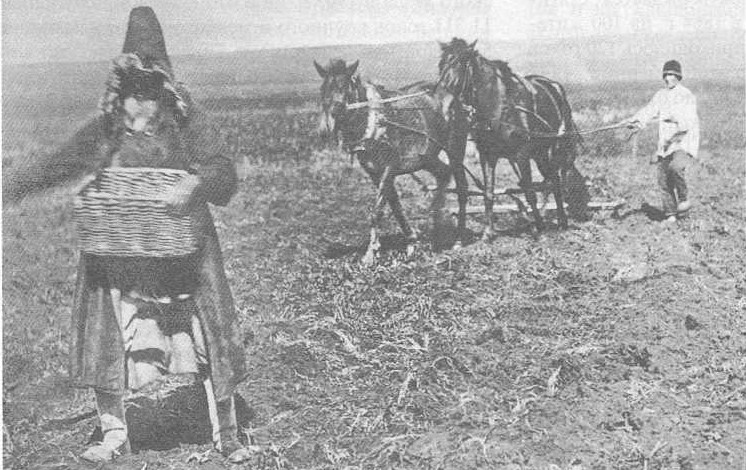
Башкиры на посевной. Начало XX века.

Районирование территории края по материалам переписи 1917 года совершил агроном И. Л. Орлов. Им были выделены девять основных сельскохозяйственных районов.
- Большая часть северо-запада и центра края входила до первого ржано-овсяного района (Бирський (рус.), большая часть Белебеївського (рус.) и Уфимського (рус.), север Стерлітамакського повіту (рус.)). В этом районе использовали трипільну систему.
- Возле Уфы сложился второй, пригородный район из восьми волостей Уфимского уезда с преимущественно русским населением. Кроме зерновых, местные жители выращивали продукцию для рынка. Во втором районе также существовало триполье, уже вводились посевы кормовых трав, выращивали картофель и овощи, держали большое поголовье свиней.
- Наивысшим уровнем агротехники отмечался третий, с улучшенным зерновым, картофельным и травопільним хозяйством, район, который включал несколько волостей Уфимского и Стерлитамакского уездов. Развитой культурой сельскохозяйственного производства здесь выделялись латыши.

Непрерывно растущий спрос на пшеницу для городского населения и экспорта способствовал составлению нескольких пшеничных районов.
- Четвёртый район включал волости Белебеївського и Стерлітамкського уездов близ Самаро-Златоустівської залізниці (рус.).
- Пятый пшеничный район включал самые южные волости Стерлитамакского уезда и лесостепные чернозёмные волости Оренбургской губернии, огибающих с юга Уральские горы.
- Шестой пшеничный район охватывал земледельческую зону Златоустівського повіту (рус.). Уровень агротехники здесь приближался к триполье, большой спрос на «белый» хлеб со стороны окружающей горнозаводского люда, вывоз зерна из региона стимулировали расширение посевов под пшеницу.
- На правобережье Стерлитамакского уезда в начале XX века. сохранился ареал древнего башкирского земледелия — седьмой, просяной район.
- Горные и лесные волости Уфимской и Оренбургской губернии составили восьмой, животноводческий район.
- В горных лесах Златоустовского уезда, непосредственно примыкающих к промышленной зоне, местные жители специализировались на выращивании овса — «топлива» гужевого транспорта (девятый район)[4].

Башкирский историк и этнограф Раиль Кузеєв выделяет в Башкирии четыре хозяйственных районы:
1. оседлого земледельческого хозяйства;
2. нового оседлого земледельческого хозяйства;
3. смешанного земледельческо-скотоводческого хозяйства;
4. смешанного скотоводческо-лесопромышленного хозяйства.

Столыпинская реформа усилила капитализацию сельского хозяйства Башкирии. Лучше всего она была воспринята на юге и северо-востоке. В северо-западных башкирских землях господствовали патриархально-общинные традиции, существовало малоземелье.
Южный Урал в начале XX века был одним из основных зерновых регионов Российской империи. В среднем, за 1909—1913 гг., по величине излишков хлеба и картофеля на душу населения Уфимськая губерния занимала 12-е место (11,5 пуд.), Оренбургская — 16-е место (8,16 пуд.). Если южные губернии вывозили пшеницу и ячмень, то Уфимська губерния специализировалась на ржано-пшеничном экспорте. Отсюда хлеб в основном экспортировался за границу.
В годы Первой мировой войны экспорт зерна значительно снизился. Прекращение вывоза зерна привело к увеличению запасов в крестьянском хозяйстве, на что также повлияло на нарастающий товарный голод и инфляцию. Излишки хлеба крестьяне направляли на самогоноварение, корм скоту, стали лучше питаться.

## Советский период
1925 год — начало проведения землеустроительных работ в Башкортостане.
1928 год — в связи с хищническим землепользованием и запустением арендованных земель в республике вводился запрет на арендные отношения.
В 1930-х годах была введена колхозно-совхозная система.
В годы Второй мировой войны материально-техническая база сельского хозяйства в значительной мере была подорвана, урожайность полей снизилась, сократились посевные площади.
С 1946 по 1953 год в Башкирськой автономной республике удвоилось количество тракторов, увеличилось более чем в 5 раз количество грузовых автомобилей, комбайнов — почти в 2 раза.
1950-е — первая половина 1960-х годов — новая эпоха в истории края. Фактором подъёма сельского хозяйства в те годы стало освоение целинных и залежных земель. В Башкирии оно проводилось в Зауралье, где были сотни тысяч гектаров угодий, не привлечённых к сельскохозяйственному обороту. На освоение новых земель было привлечено около 4,5 тыс. лиц. В республике в течение двух лет был поднято полмиллиона гектаров целинных и залежных земель, что позволило заметно увеличить производство зерна: в урожайном 1956 году с освоенных земель было получено более трети всего хлеба, сданного колхозами и совхозами. В дальнейшем отдача от целинных земель уменьшалась через эрозию почвы и ряд других негативных процессов. Проведённые мероприятия позволили достичь положительных сдвигов: преодолеть отсталость сельского хозяйства, расширить посевные площади, укрепить экономику колхозов и совхозов, повысить урожайность зерновых.
Период 1960-х — 1980-х годов для земледелия Башкирской АССР характеризуется следующими чертами:
- дальнейшее нарастание механизации и частичной автоматизации земледелия;
- появление узкоспециализированных хозяйств;
- убыточность земледелия: выращивание всех культур, кроме зерновых, было нерентабельным[7].

## Земледелие Башкортостана на современном этапе
Сегодня аграрный сектор является одним из основных в республике. В Башкортостане в значительной степени удалось сохранить аграрно-промышленную инфраструктуру в бурные 1990-е. По объёму сельхозпродукции на рубеже тысячелетий республика занимала второе-третье места в России, ежегодные валовые сборы зерновых составляли 3,5 — 3,6 млн тонн.
В 2000-х с целью поддержки села были созданы республиканские машинно-технологические станции с филиалами, организована закупка в лизинг импортной высокопроизводительной сельскохозяйственной техники.

## Ссылка
- Сайфутдинова Л. Ф., Абубакирова Л. Ф. Особенности традиционной культуры жизнеобеспечения башкир
- Халфин А. С. Культура жизнеобеспечения юго-западных башкир (историко-экологический аспект) Афтореферат
- Хасанова Из. Ф. Эволюция традиционных хозяйственных занятий башкир Инзерского бассейна (середина XIX — начало XXI в.) Диссертация
- Чаянов С. Степной поход продолжается
- Янгузин Р. Из. Земледельческие орудия труда // Башкирская энциклопедия. © ГАУН РБ"Башкирская энциклопедия", 2015—2017 ISBN 978-5-88185-306-8